# FVB 1–5
Die Lokomotiven 1–5 der 1906 eröffneten Ferrovia Valle Brembana waren eine Gruppe von Wechselstrom-Elektrolokomotiven, die zum Beförderung von Personen- sowie Güterzügen gebaut wurden.
Sie gingen 1906 in Betrieb und waren zum Zeitpunkt der Eröffnung der Strecke die einzigen Lokomotiven der Gesellschaft FVB. Nach der Inbetriebnahme leistungsfähigerer Loks der Reihe 11–14 wurden die 1–5 nur für die Personenzüge eingesetzt.
Die Loks wurden von der Mailänder Fabrik Breda gebaut. Der elektrische Abschnitt stammte von Westinghouse Electric. Die Lok 2 hatte von Anfang an stärkere Motoren, die eine bessere Leistung ermöglichten. Nach dem Zweiten Weltkrieg wurden auch die Loks 4 und 5 verstärkt.
Ursprünglich in schwarz lackiert, wurden die Maschinen in den 1950er Jahren in Isabellfarbe neu gestrichen. Sie wurden mit der Stilllegung der Strecke 1966 ausgemustert und verschrottet.